# Шахти Іллінки
Шахти села Іллінка - не функціонуючі (2017 рік) кустарні вуглевидобувні підприємства в районі сучасного смт Іллінка Мар'їнського району і сел. Берестки Покровського району Донецької області. Функціонували з середини XIX по середину ХХ століття.
Згідно із даними, в 1850 році було відоме також родовище кам’яного вугілля при поселенні Іллінці поміщика Шахова по річці Вовчій в 10 верстах від Курахівки (нинішнє Зоряне). Розроблявся пласт вугілля потужністю 0,7 м.
З 1897 року у статистичних звітах Ради З’їзду гірничопромисловців півдня Росії фігурує прізвище вуглепромисловця Пенякова. За даними начальника гірничого управління південної Росії, в південній частині Гришинського вугленосного району свої шахти закладали Пеняков Б.Ш. і Пеняков К.С., але хто з них (якщо не третій Пеняков) був першим – встановити не вдалося. Територіально Іллінка тяжіла до станцій Гришине (Покровськ) і Желанна Катерининської залізниці, то ж відвантаження звідси йшло по обох станціях. У 1897 календарному році Пеняков відвантажив по станції Гришине 201 вагон, в 1898 році – 321 вагон, в 1899 році – 366 вагонів, в 1900 році – 263 вагони, у 1901 році – 5 вагонів, у 1902 році – 25 вагонів, у 1905-1906 господарчому році – 30 вагонів, у 1906-1907 році – 74 вагони мінерального палива (600 пудів кожен). У 1915 році було закладено Костянтинівський рудник К.С.Пенякова, видобувна здатність якого на 1917 рік встановлювалася на позначці 300 тис. пудів, в тому числі в першому півріччі 1917 року планувалося видобути 50 тис. пудів вугілля. Рудник, станом на 1917 рік, тяжів до станції Роя.
З 1899 року у відповідній статистиці фігурує прізвище іншого іллінського кустарного вуглепромисловця – В.М.Геккера. У 1899-1900 господарчому році він відвантажив по станції Гришине 95,5 вагонів вугілля, в 1900-1901 році – 33 вагони (по 600 пудів кожен). Промисловець мав декілька кустарних рудників у районі Іллінки. 
Станом на 1909 рік, працювали 2 «Геккеровські» рудники: Іллінський (заснований у 1901 році) і Володимирівський (заснований у 1904 році). Рудники знаходилися в 27 верстах від станції Желанна, куди гужом йшло майже все вугілля. Керуючим на рудниках був М.Я.Браславський. Перший рудник видавав до 600 тис. пудів вугілля на рік (2 шахти, 60 робочих), другий – до 300 тис. пудів на рік (1 шахта, 30 робочих). Володимирівський рудник В.М.Геккера станом на 1910 рік видав 16,2 тис. пудів вугілля при видобувній здатності 100 тис. пудів на рік. Тут працювали всього 9 робітників, їх спуск-підйом здійснювався за допомогою кінного ворота. З 1911 року цей рудник не значиться в статистичних звітах по гірничому відомству.
Проте Іллінський рудник вказаного промисловця можна сміливо вважати капітальною шахтою в районі села. Станом на 1910 рік Іллінський рудник В.М.Геккера видав 400 тис. пудів вугілля, в 1911 році – 435 тис. пудів, при видобувній здатності 500 тис. пудів. На руднику працювала 1 підйомна шахта, яка була обладнана паровим двигуном потужністю 12 кінських сил. Тут працювало 30 робітників у 1910 році і до 40 працівників у 1911 році. За перші 5 місяців 1912 року було видобуто 618 тис. пудів вугілля при 2,5 млн. пудів видобувної здатності. У 1913 році копальня видала майже 1,2 млн. пудів «чорного золота» (з них 700 тис. пудів – за перше півріччя) при видобувній здатності 3-5 млн. пудів на рік. Потужність двигуна на підйомній шахті було підвищено до 50 кінських сил, з’явилися парові двигуни і на 2 водовідливних шахтах загальною потужністю 30 кінських сил. Втім, такий сплеск вуглевидобутку на руднику тривав недовго. Імовірно, при заглибленні гірничих виробок збільшився водоприток, внаслідок чого в 1914 році довелося обладнати водовідливом додаткову шахту, встановивши там двигун потужністю 15 кінських сил. Фактична продуктивність копальні зменшилася до 595 тис. пудів, видобувна здатність – до 2 млн. пудів на рік. В подальшому Іллінський рудник В.М.Геккера перетворюється на звичайну кустарну вуглекопальню, видобувну здатність якої на 1917 рік встановили на позначці 600 тис. пудів. 
З 1915 року працює нове підприємство В.М.Геккера, яке іменується Олександро-Михайлівським рудником, де в поточному році було видано майже 1,4 млн. пудів вугілля при 2 млн. пудів на рік видобувної здатності. На копальні працювало 82 працівники. 3 водовідливні шахти були обладнані двигунами загальною потужністю 54 кінські сили. На 1917 рік видобувну здатність зменшили до 1,5 млн. пудів на рік, а плановий вуглевидобуток на 1916-1917 роки – до 1 млн. пудів на рік. Одна з шахт рудника (№ 11) розробляла пласти потужністю до 0,85 м. Рудник з’єднувався зі станцією Рутченкове гужовою дорогою. Станцію Коханівка будували з 1914 року, але остаточно для вантажного сполучення її відкрили лише у листопаді 1918 року. 
З 1899 року в статистичних звітах Ради З‘їзду гірничопромисловців півдня Росії фігурує ще один іллінський вуглевідправник – Я.Ш.Прахій. У 1899-1900 господарчому році він відвантажив по станції Желанна 151 вагон вугілля, і майже 109 – у 1900 календарному році. У 1900-1901 господарчому році Прахієм було відвантажено всього 2,5 вагони вугілля. Видобувна здатність копальні Прахія у 1902 році становила 200 тис. пудів на рік, плановий вуглевидобуток – 100 тис. пудів на рік. Втім, у 1901-1902 господарчому році він відвантажив лише 1 вагон по станції Желанна. У 1903 році видобувна здатність копальні Прахія була зменшена до 150 тис. пудів на рік. З 1904 року копальня належала Прахію й Белинському, видобувна здатність встановлювалася в розмірі 500 тис. пудів на рік, а плановий вуглевидобуток на 1905 рік – в розмірі 200 тис. пудів. Втім, дані про відвантаження вугілля з рудника Прахія з 1902 року відсутні. 
У 1908 році Я.Ш.Прахій заснував «міщанський» кам’яновугільний рудник «Ольгин кут» в районі Іллінки, в 25 верстах від Желанної. Станом на 1909 рік, тут працювало 13 чоловік, орієнтовна продуктивність становила 300 тис. пудів. Управляючим на руднику був Х.І.Воробей. Шахту було обладнано кінним воротом, тут працювало 8 чоловік. Видобувна здатність, станом на 1910 рік, становила 200 тис. пудів на рік, втім у поточному році було видано лише 40 тис. пудів вугілля. В 1914 році копальня Я.Ш.Прахія видала майже 155 тис. пудів вугілля, при видобувній здатності 200 тис. пудів. Тут працювали вже 15 чоловік. На 1916 рік видобувна здатність копальні була збільшена до 300 тис. пудів. Але це була кустарна копальня.
Ще один промисловець, який пов'язаний із Іллінкою, - це П.А.Фрезе. Його прізвище фігурує у статистиці Ради З’їзду гірничопромисловців півдня Росії з 1900 року. Володів кустарними копальнями в районі вказаного села. Так, у 1900-1901 господарчому році він відвантажив по станції Желанна 56 вагонів вугілля, у 1901-1902 році – всього 5 вагонів, по 600 пудів кожен. Станом на 1903-1904 роки, видобувна здатність копальні П.А.Фрезе становила 1 млн пудів на рік, протягом року передбачалося видавати на-гора 600 тис. пудів «чорного золота». Та за перше півріччя 1904 року тут було видобуто лише 240 тис. пудів. В подальші роки копальня працювала із чіткою тенденцією спаду видобутку: станом на 1906 рік, на копальні було встановлено видобувну здатність і запланований видобуток на відмітці 500 тис. пудів, а за перше півріччя поточного року було видобуто лише 21 тис. пудів. 
Починаючи з 1907 року, відомості про видобуток і відвантаження вугілля від імені П.А.Фрезе через Раду З’їзду не проходять. Станом на 1909 рік, Ільїнська копальня П.А.Фрезе розробляла полум'яне вугілля, втім дані про видобуток також відсутні. Копальня знаходилася в 27 верстах від станції Желанна, куди гужом і потрапляло вугілля. Управляючим копальнею був К.Я.Андрес. Починаючи з 1912 року, копальня не фігурує в статистиці Ради З’їзду гірничопромисловців півдня Росії, а також начальника гірничого управління південної Росії. 
Імовірно в Іллінці знаходилася й 2 шахти Миколаївської копальні М.Л.Вульфовича, від імені якого у 1899-1900 господарчому році було навантажено по станції Гришине 205 вагонів вугілля, в 1900-1901 році – 26 вагонів, і вже по станції Желанна. Загальний видобуток копальні в 1899 заводському році становив 86 тис. пудів. Працювали тут 35 робітників. Вугілля збувалося на місці по 8 коп. за пуд. В 1903-1904 господарчому році від імені Вульфовича і Пенякова було відвантажено 19 вагонів вугілля, у 1904-1905 році – майже 31 вагон, - по станції Гришине. Станом на 1907 рік, видобувна спроможність рудника М.Л.Вульфовича і запланований видобуток на 1908 рік становили, відповідно, 400 тис. і 300 тис. пудів. У 1906-1907 господарчому році підприємець відвантажив по станції Гришине 381 вагон вугілля. Подальша доля копальні Вульфовича невідома. 
На землях поміщиці Кохановської поруч із Іллінкою відкрив кустарний кам’яновугільний рудник і дехто Масло, який з 1 шахти при 7 робітниках видобув у 1899 році 10 тис. пудів вугілля, й реалізував його на місці по 4,5 коп. за пуд.
У 1905 році Г.І.Булат заснував «селянський» кам’яновугільний рудник в районі Іллінки, у 27 верстах від станції Желанна. Станом на 1909 рік, тут було обладнано 2 підйомні шахти із кінним воротом. Річна продуктивність становила 200 тис. пудів вугілля, працювали 22 робітники. Управляючим був М.Я.Браславський. 
У 1906 році С.А.Смирнов разом із А.С.Міхєєвим заснували «міщанську» копальню в районі Іллінки. Станом на 1909 рік, річна продуктивність копальні оцінювалася у 300 тис. пудів, на шахті працювали 45 чоловік. Для підйому вугілля було встановлено паровий двигун потужністю 8 кінських сил. 
Між Іллінкою і Селидівкою, в 27 верстах від станції Желанна, на землях поміщиків А. і Є. Вальх, а також А.Левицької, у 1907 році було засновано рудник В.Є. і Г.Є. Белинських. Управляючим на руднику був М.Я.Браславський. Станом на 1909 рік, річна продуктивність рудника оцінювалася в 120 тис. пудів, на шахті працювали 12 чоловік (10 підземних, 2 – на поверхні). Підйомна шахта була обладнана кінним воротом. Станом на 1910 рік, тут було видобуто 50 тис. пудів вугілля. У 1911 році було пройдено нову шахту, кількість робітників збільшилася до 20 чоловік, видобувна здатність і плановий річний видобуток – відповідно, до 200 тис. і 180 тис. пудів. В 1914 році на шахтах В.Є. і Г.Є. Бєлинських (12 робітників), видали на-гора 161 тис. пудів вугілля при видобувній здатності 200 тис. пудів на рік. Не дивлячись на технологічні і економічні проблеми 1914 року, у 1915-1916 роках продовжувала роботу шахта № 3 В.Є. і Г.Є. Бєлинських (22 робітники), на якій в 1915 році було видобуто 123 тис. пудів вугілля при видобувній здатності в 300 тис. пудів на рік. На 1916 рік був запланований видобуток в обсязі 250 тис. пудів. Шахта була затоплена в 1917 році в зв'язку з вичерпанням запасів вугілля.
У 1907 році було засновано Ольгинкутський «селянський» рудник Ф.Д.Грещая. За статистичними звітами різних відомств дореволюційної Росії, він проходить як шахта Грощая або Грицая. Станом на 1909-1910 роки, тут була 1 шахта. Обладнана кінним воротом (його крутили 2 коні), де працювали 15 чоловік. 
Справжній бум на вуглевидобуток в районі Іллінки розпочався у 1915-1916 роках, коли побудували залізничну гілку Рутченкове – Гришине і для прийому вугілля відкрилася станція Роя. Не дивлячись на те, що північніше Іллінки було розпочато будівництво станції Коханівка, більшість ільїнських копалень відвантажували вугілля саме по Рої. Анненська копальня К.Ф. Лефтерова (2 шахти, 46 робітників) у 1915 році видала 80 тис. пудів при видобувній здатності 300 тис. пудів на рік; у 1916 році було встановлено видобувну здатність 1,5 млн. пудів, а плановий видобуток – 1 млн. пудів на рік. Єремєєвска копальня Л.Х.Когана (1 шахта, 28 робітників) у 1915 році дала 40 тис. пудів при видобувній здатності 500 тис. пудів. Успенська копальня С.Ф.Ківатицького і Н.Д.Кругляка (1 шахта, 30 робітників) у 1915 році видала 127 тис. пудів вугілля при видобувній здатності в 600 тис. пудів на рік; у 1916-1917 роках планували вийти на продуктивність 350 тис. пудів. Зіновіївській рудник мав видобувну здатність і передбачуваний видобуток в 1916 році 300 тис. пудів; на перше півріччя 1917 року було заплановано видати 100 тис. пудів).
Після завершення активної фази збройного конфлікту 1917-1921 років обсяги вуглевидобутку шахт Іллінки різко впали. Мінімальним було відправлення вугілля від станції Коханівка, хоча за станом на 1923 рік при ній значився кам'яновугільний рудник № 23 (колишній Олександро-Михайлівський В.М.Геккера). Його і згадує О.О.Гапєєв, коли описує так званий «Іллінський розріз кам’яновугільної товщі». Окрім вказаного вище рудника, станом на 1924 рік по станціях Роя та Коханівка числилися: рудники № 25 Кацняєва, № 26 Маянця, № 27 Курахоівський, № 29 Белинського, шахти Альошина (діяла), Грибкова, Грицая (діяла), Жигалєва, Жигарева, Журавльова (діяла), Кияшка (діяла), Лагути, Лаппа (2 шахти, діяли), Логвиненка (діяла), Мороза (діяла), Папети, Печури й Журавльова, Попова (діяла), Придатька, Приймака, Притули (діяла), Ременникова (діяла), Родіонова (діяла), Романця, Сидорова (діяла), Солодкого й Гринька, Чечетенка, Чепчикова (діяла), Чумакова (діяла), Янишевського. В 1923-1924 господарчому році станція Коханівка відправила 2,13 тис. т вугілля. Втім, після цього вантажообіг Коханівки впав до нуля. Станом на 1924-25, 1925-26 і 1926-27 роки, станція Коханівка не прийняла і не відправила жодної тони вантажу. 
В роки Другої Світової війни станція Коханівка була зруйнована, і радянське командування визнало недоцільним її відновлення. Колію від Коханівки до Курахівки демонтували. Втім, кустарні шахти в районі Іллінки існували до середини ХХ століття. Так, станом на середину 40-х років тут значаться шахти № 1 «Іллінка», 3/1 "біс", "Ударник", шахти №№ 1, 45, 47 и 179. Взамін широкої колії, сюди від шахти № 10 в Курахівці побудували вузькоколійку з локомотивною тягою (контактним електровозом) – практично паралельно насипу старої залізниці. Цю вузькоколійку використовували також і місцеві мешканці для поїздок на Курахівку, і далі - на Цукуриху, Сталине (Донецьк), Краснаормійське (Покровськ). 